# Albin Oppenheim
Albin Oppenheim (* 8. Januar 1875 in Brünn (Mähren); † 20. November 1945 in Los Angeles (Kalifornien, USA)) war ein österreichisch/US-amerikanischer Zahnarzt und Kieferorthopäde, der insbesondere die biologischen Grundlagen der Zahnbewegungen in der kieferorthopädischen Behandlung erforschte.

## Leben
Albin wuchs als eines von sieben Geschwistern in Brünn auf. Seine Eltern waren Adolf Oppenheim (1829–1925) und Pauline Oppenheim (1853–1935), geborene Auspitzer. Oppenheim besuchte das Gymnasium in Brünn, wo er seine Matura 1893 ablegte. 1895 absolvierte er ein halbes Jahr Militärdienst in der österreichisch-ungarischen Armee. Nach Beendigung seines Medizinstudiums an der Karl-Ferdinands-Universität in Prag promovierte er im Mai 1899 zum Doktor der Medizin. Er praktizierte zunächst fünf Jahre lang in der Spitalspraxis im Wiener Allgemeinen Krankenhaus und an diversen anderen Kliniken fort, so in Ebling (1. Juli bis 30. Oktober 1899, Psychiatrie), an der Klinik Schroetter (Oktober 1900 bis April 1901, Hals-Nasen-Ohren-Heilkunde), an der Klinik Weinlechner (April 1901 bis Mai 1902, Chirurgie), an der Klinik Lang (Mai 1902 bis Mai 1903, Dermatologie und Syphilidologie), an der Klinik Knöpfelmacher (Juni 1903 bis Januar 1904, Pädiatrie), bevor er seine zahnärztliche Ausbildung in Berlin an der Poliklinik beendete. Von 1905 bis 1909 praktizierte er als Zahnarzt in Brünn.
Während des Ersten Weltkriegs arbeitete er im Garnisonsspital Nr. 1 in Wien. Im Jahre 1915 habilitierte er sich im Fach Zahnheilkunde an der Wiener Universität und wurde 1919 Leiter des Zahnärztlichen Instituts der Universität Wien. Im Jahre 1927 wurde er zum a. o. Professor ernannt.
Er wurde im Nationalsozialismus als Jude aus rassistischen Gründen verfolgt und von der Universität Wien vertrieben und seine Venia legendi  widerrufen, ebenso wie die Zahnmediziner Rudolf Kronfeld (1901–1940), Bernhard Gottlieb (1890–1950), Joseph Peter Weinmann (1896–1960), Balint Orbán (1899–1960) und Harry Sicher (1889–1974). Sie waren Vertreter der berühmten, 1923 gegründeten, „Wiener Schule“, die durch ihre wissenschaftlichen Arbeiten weltweite Berühmtheit erlangte. Ihre Namen sind vielen hierzulande nicht bekannt, erst in Amerika gelangten sie zu großem Ruhm und ihre wissenschaftlichen Tätigkeiten wurden hoch geschätzt und vielfach geehrt. 1938 ging Oppenheim zunächst nach Genf in die Schweiz, von dort aber schon 1939 nach Amerika, wo er Professor an der University of Southern California wurde. 1944 erhielt er die amerikanische Staatsbürgerschaft. Albin war in zweiter Ehe mit Emilie (1895–1994) verheiratet. Oppenheim starb am 20. November 1945 in Los Angeles.

## Wissenschaftliche Laufbahn
Oppenheim lernte den Kieferorthopäden Edward H. Angle (1855–1930) kennen. der ihm einen Lehrauftrag anbot. Bei einer seiner Vorlesungen in New London, (Connecticut) an der Angle School of Orthodontia präsentierte er 1911 erstmals seinen bahnbrechenden Beitrag zum Thema „Gewebeveränderungen bei Zahnbewegungen“ in der Kieferorthopädie. Es war das Ergebnis umfangreicher Forschung an Affen. Diese Arbeit wurde im American Orthodontist veröffentlicht, worauf immer wieder in der kieferorthopädischen Literatur verwiesen wird. Oppenheim postulierte als erster, dass Zahnregulierungen nur mittels langsamen, sanften und intermittierenden Druck erfolgen dürfen. Dieser Ansatz veränderte die bis dahin üblichen eher rabiaten Methoden der Zahnregulierung. Oppenheim forschte weitere Jahrzehnte auf diesem Gebiet und untermauerte immer ausführlicher die These, dass eine zu starke Druckausübung bei der Zahnregulierung zu einer Zerstörung des Knochenbettes und Zahnhalteapparates führt.
Nachdem er einige Zeit in den USA verbracht hatte, kehrte Oppenheim nach Europa zurück und brachte die Lehren von Angle und seine Erkenntnisse mit, um sie an verschiedenen Institutionen vorzustellen, so während des IX. Internationale Zahnärztekongresses im August 1936, der in Wien stattfand. 1938 fühlte sich Oppenheim gezwungen, das Land zu verlassen. Zusammen mit seiner Frau ging er nach Genf, wo sie sechs Monate verbrachten. Hier nahm er die Einladung der University of Southern California an. Er reiste mit seiner Frau am 2. Januar 1939 in die USA. Als Forschungsprofessor für Kieferorthopädie ließ er sich in Los Angeles nieder und wurde 1944 US-amerikanischer Staatsbürger.

## Veröffentlichungen (Auszug)
Oppenheim steuerte zwischen 1908 und 1945 rund 30 Artikel zur zahnärztlichen Literatur bei. Alle beruhten auf langwierigen Experimenten und mikroskopischen Untersuchungen.
- 1908: Verschiedene Methoden der Herstellung von Goldinlays.
- 1911: Verwertung der Gußmethode.
- 1919: Die Veränderung der Gewebe, insbesondere des Knochens bei der Verschiebung der Zähne.
- 1922: Extraktionsverstümmelungen im Milch- und bleibenden Gebi8.
- 1926 Histologische Befunde beim Zahnwechsel.
- 1927: Orthodontische Therapie.
- 1929: Die Prognathie vom anthropologischen und orthodontischen Gesichtspunkt.
- 1933: Über Wurzelresorptionen bei orthodontischen Maßnahmen.
- 1936: Die Krise in der Orthodontie, Urban & Schwarzenberg, Berlin.
- 1940: Biologisch-orthodontische Therapie und Wirklichkeit, Urban & Schwarzenberg, Berlin.
- 1942: Human ‘Tissue Response to Orthodontic Intervention of Short and Long Duration.
- 1944: Artificial Elongation of Teeth. A Possibility for Physiologic Orthodontic Movement.